# Mbandaka
Mbandaka városa (korábban Coquilhatville vagy Coquilhatstad) a Kongói Demokratikus Köztársaság újonnan alakult Egyenlítői tartományának fővárosa. A város Camille-Aimé Coquilhatról, a Kongói Szabadállam egykori kormányzójáról kapta a nevét. Mbandaka a Kongó partján fekszik, a Ruki-folyó torkolatának közelében. A város repülőtere a Mbandaka Airport (IATA: MDK, ICAO: FZEA), a fővárossal, Kinshasával és Boendével kompösszeköttetése is van.

## Története
A várost Henry Morton Stanley alapította 1883-ban „Equateurville” néven. Valójában a városháza 6,6 kilométerre északra fekszik a földrajzi Egyenlítőtől. Stanley egy hatalmas „Egyenlítő-követ” helyeztetett el a várostól délre a folyó partján, azon a ponton, ahol ő úgy vélte az Egyenlítő keresztezi a folyót. A kő napjainkban is ugyanott található.
1886-ban, a gyarmati uralom kezdetén, a belgák a Coquilhatville nevet adták a városnak. Nyolcvan évvel később, 1966-ban a város nevét az új független kormányzat afrikanizációs törekvései során ismét megváltoztatta, névadója, Mbandaka kiemelkedő helyi vezető volt.
A háborús évek és az elhanyagoltság súlyos árat követelt, a város infrastruktúrája elhanyagolt, nincs elektromos áram és folyó víz. A város legtöbb útja burkolatlan földút.
Az első kongói háború végén, 1997. május 13-a és 17-e között emberek százait, főként hutu menekülteket, nőket és gyermekeket öltek meg a városban.
Mbandakában főként a mongo etnikai népcsoport tagjai élnek, bár a városban számos már régió lakosai is laknak. A városban beszélt legfontosabb nyelvek: lingala, francia és mongo. A városban található katolikus misszió állomáshelyén jelentős, közép-afrikai kutatóközpont működik.
Mbandakában indult a Habitat for Humanity International (Otthont az emberiségnek) szervezet első projektje. A Habitat for Humanity alapítója, Millard Fuller a Disciples of Christ Church (Krisztus tanítványai Egyház) misszionáriusaként dolgozott Mbandakában 1973-76 között. A Mbandakában 1973-ban kezdett házépítési projekt volt a Habitat for Humanity elsődleges projektje.
A Közép-Afrika növényvilágát képviselő egyik legszebb botanikus kert a közeli Ealában található. Az 1900-ban alapított botanikus kert Közép-Afrika gazdag növényvilágát mutatja be 4000-5000 fajt képviselő gyűjteményével. A park területe mintegy 370 hektár, melyből 125 ha a különleges gyűjteményeké, 190 ha az erdők, 50 ha a mocsarak és 7 ha a szavanna növényzetéé. A botanikus kert elhanyagolt állapotban van. A legfrissebb gyűjteményi katalógust 1924-ben állították össze.